# دانشکده (فیلم ۱۹۸۴)
دانشکده (انگلیسی: College (1984 film)) یک فیلم ایتالیایی است که در سال ۱۹۸۴ منتشر شد. از بازیگران آن می‌توان به کریستین وادیم و فدریکا مورو اشاره کرد.